# Хындырыстан
Хындырыста́н (азерб. Xındırıstan) — село в Агдамском районе Азербайджана.

## Этимология
Существует две версии происхождения названия. Первый вариант — название происходит от армянского слова «хндзор» (яблоко) и персидского слова «стан» (земля). Второй вариант — название происходит от арабского слова «хынзыр» (свинья) и персидского слова «стан» (земля). Оба названия подтверждают проживание в селе 8 армянских семей до 1822 года. В переводе на русский — яблочная земля, а также свиное место.

## История
Первые упоминания села датированы началом XIX века.
Согласно Энциклопедическому словарю топонимики Азербайджана, до приезда в село Мехтикули-хана, в селе проживало 8 армянских семей, позже переехавших на другие территории.
Село Хинзристанлу в 1913 году согласно административно-территориальному делению Елизаветпольской губернии относилось к Ахмиедагалинскому сельскому обществу Шушинского уезда.
Согласно результатам Азербайджанской сельскохозяйственной переписи 1921 года, Хиндиристан входил в Шихляр-Карвендское сельское общество Шушинского уезда Азербайджанской ССР. Численность населения составляла 660 человек (158 хозяйств), преобладающей национальностью являлись тюрки азербайджанские (азербайджанцы).
В 1926 году согласно административно-территориальному делению Азербайджанской ССР село относилось к дайре Хиндристан Агдамского уезда.
После реформы административного деления и упразднения уездов в 1929 году был образован Хындристанский сельсовет в Агдамском районе Азербайджанской ССР.
Согласно административному делению 1961 и 1977 года село Хындрыстан входило в Хындрыстанский сельсовет Агдамского района Азербайджанской ССР.
В 1999 году в Азербайджане была проведена административная реформа и был учрежден Хындрыстанский муниципалитет Агдамского района.

## География
Неподалёку от села протекает река Хачынчай.
Село находится в 26 км от райцентра Агдам, в 7 км от временного райцентра Кузанлы и в 331 км от Баку.
Высота села над уровнем моря — 252 м.

## Население
| Численность населения | Численность населения | Численность населения |
| 1886                  | 1979                  | 1999                  |
| --------------------- | --------------------- | --------------------- |
| 262                   | ↗610                  | ↗6502                 |

## Климат
В селе холодный семиаридный климат.

## Инфраструктура
В 2014 году, указом Президента, началось строительство автотрассы Кузанлы—Учоглан—Хындрыстан—Сафарли.
В 2016 году в селе началось строительство музыкальной школы.
В селе расположены почтовое отделение, мечеть, полицейский участок и средняя школа.